# Biebersteinia odora
Biebersteinia odora är en tvåhjärtbladig växtart som beskrevs av Franz Stephani och Fisch.. Biebersteinia odora ingår i släktet Biebersteinia och familjen Biebersteiniaceae. Inga underarter finns listade i Catalogue of Life.